# カラム・ライト
カラム・ライト（Callum Wright、2000年5月2日 - ）は、イングランド出身のサッカー選手。プリマス・アーガイルFC所属。ポジションはミッドフィールダー。

## 経歴
幼少期をトレンメア、エヴァートンのアカデミーで過ごし、2016年にブラックバーンへ加入。
2018年1月31日、レスター・シティへ移籍。
2021年2月1日、リーグ2所属のチェルトナム・タウンFCへのレンタル移籍が発表された。2月16日、ウォルソール戦にてデビュー戦初ゴールを決めた。4月2日のトレンメア戦でのゴールはクラブのサポーターが選ぶシーズン最優秀ゴールに選出されるなど、シーズン途中加入でありながら17試合4得点とチームのリーグ優勝に貢献した。
2021年8月5日、再びチェルトナムへの期限付き移籍が発表された。8月14日のイプスウィッチ戦にてリーグ1初ゴールを記録した。
2022年9月2日、ブラックプールFCへ3年契約で完全移籍した。
2023年1月、プリマス・アーガイルFCに移籍した。

## 個人成績
2022年5月22日現在
| 所属クラブ                  | シーズン | リーグ         | リーグ | リーグ | FAカップ | FAカップ | EFLカップ | EFLカップ | その他 | その他 | 合計 | 合計 |
| 所属クラブ                  | シーズン | ディビジョン   | 出場   | 得点   | 出場     | 得点     | 出場      | 得点      | 出場   | 得点   | 出場 | 得点 |
| --------------------------- | -------- | -------------- | ------ | ------ | -------- | -------- | --------- | --------- | ------ | ------ | ---- | ---- |
| レスター・シティ            | 2021–22  | プレミアリーグ | —      | —      | —        | —        | —         | —         | —      | —      | —    | —    |
| チェルトナム・タウン (loan) | 2020–21  | リーグ2        | 17     | 4      | 0        | 0        | 0         | 0         | 0      | 0      | 17   | 4    |
| チェルトナム・タウン (loan) | 2021–22  | リーグ1        | 34     | 9      | 1        | 0        | 2         | 0         | 0      | 0      | 37   | 9    |
| チェルトナム・タウン (loan) | 合計     | 合計           | 51     | 13     | 1        | 0        | 2         | 0         | 0      | 0      | 54   | 13   |
| 通算                        | 通算     | 通算           | 51     | 13     | 1        | 0        | 2         | 0         | 0      | 0      | 54   | 13   |

| 所属クラブ          | シーズン | リーグ          | リーグ | リーグ | その他 | その他 | 合計 | 合計 |
| 所属クラブ          | シーズン | リーグ          | 試合   | 得点   | 試合   | 得点   | 試合 | 得点 |
| ------------------- | -------- | --------------- | ------ | ------ | ------ | ------ | ---- | ---- |
| ブラックバーンU23   | 2017–18  | プレミアリーグ2 | 10     | 4      | 0      | 0      | 10   | 4    |
| レスター・シティU23 | 2017–18  | プレミアリーグ2 | 5      | 0      | 0      | 0      | 5    | 0    |
| レスター・シティU23 | 2018–19  | プレミアリーグ2 | 15     | 3      | 2      | 0      | 17   | 3    |
| レスター・シティU23 | 2019–20  | プレミアリーグ2 | 17     | 5      | 5      | 0      | 22   | 5    |
| レスター・シティU23 | 2020–21  | プレミアリーグ2 | 12     | 5      | 5      | 2      | 17   | 7    |
| 合計                | 合計     | 合計            | 59     | 17     | 12     | 2      | 71   | 19   |

1. 1 2 3  EFLトロフィーへの出場

## タイトル
チェルトナム・タウン
- リーグ2：2020-21